# Музей Северо-Западного фронта
Музей Северо-Западного фронта находится в городе Старая Русса (Новгородская область) на Александровской улице, д. 23. Является первым в своём роде музеем в России, который рассказывает об истории и действиях целого фронта во время Великой Отечественной войны.

## История
Экспозиция, посвящённая военным событиям на старорусской земле, существовала в городе с 1975 года. C 1984 года музей располагался в Воскресенском соборе, который в 1992 году возвратили верующим. 18 февраля 2003 года, в пятьдесят девятую годовщину освобождения Старой Руссы, Музей Северо-Западного фронта, объединивший в себе уже собранный материал и значительное число новых экспонатов, был торжественно открыт вновь.
Особенностью этого музейного собрания является подача военной темы с общегуманистических позиций. Кроме того, представленные материалы показывают войну по обе линии окопов.
Основные темы экспозиции:
- Окружение демянской группировки немецких войск — «Демянский котёл»
- Бои местного значения и бои в районе «Рамушевского коридора»
- Тыл — фронту
- Оккупация
- Освобождение

На обозрение выставлены более полутора тысяч экспонатов, 840 из них — подлинники. Основу составляют оружие различных видов, карты, схемы, документы, выписки из архивов, награды, фотографии, личные вещи, принадлежавшие как красноармейцам, так и солдатам Германии и воевавшим в составе Вермахта испанцам и финнам.
Уникальным экспонатом является колокол, который был отлит известным мастером Альбертом Беннингом в Любеке (Германия) в 1672 году. В декабре 1942 года колокол был вывезен из Старой Руссы и возвращён обратно только в 2001.
Экспонаты для музея поступали как из местных источников, так и от ветеранов Вермахта. Представленные документы свидетельствуют также о работе советских трибуналов и заградотрядов, об ошибках командования Красной Армии, о предателях и частных случаях из жизни солдат. Кроме того, широко освещена история партизанского края и старорусского подполья.
Рядом со зданием музея устроена смотровая площадка, на которой представлен легкий танк Т-26, найденный в реке Ловать недалеко от деревни Коровитчино, и два артиллерийских орудия Зис-3.
Музей входит в состав Новгородского государственного объединённого музея-заповедника (НГОМЗ).